# Sowa (Tatry)

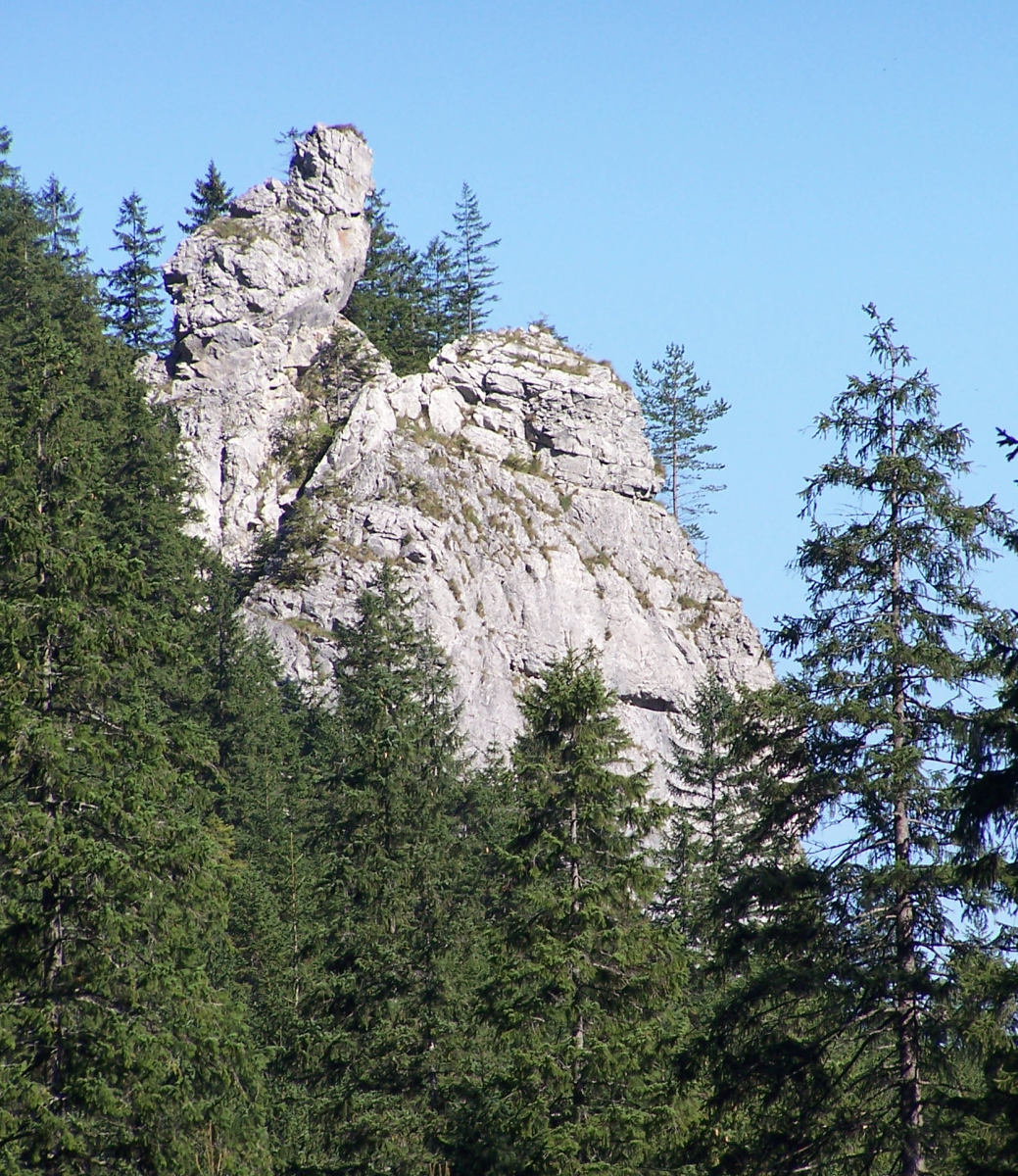
Sowa – widok z Polany Pisanej

Sowa – turnia w Dolinie Kościeliskiej w Tatrach Zachodnich. Znajduje się po zachodniej stronie tej doliny, niemal naprzeciwko ścieżki zejściowej od Jaskini Mroźnej, poniżej masywu Stołów. Jej strome białe ściany wznoszą się ponad lasem tuż przy Kościeliskim Potoku na wysokość ok. 1050 m n.p.m. Jest także doskonale widoczna ze znajdującej się w odległości 600 m na południe Polany Pisanej. Zbudowana jest z wapieni i ma charakterystyczny kształt, który kojarzył się z twórcom nazwy z sową. Powyżej Sowy, w odległości 200 m od niej, wznosi się dużo wyższa od niej Kazalnica.
W Sowie i w jej bezpośrednich okolicach istnieje kilkanaście jaskiń z których największa jest Zimna Szczelina I. Oprócz niej są też m.in.: Schron przed Sową I, Schron przed Sową II, Schron przed Sową III, Sowia Jama I, Sowia Jama II, Sowia Jama III, Zimna Szczelina II, Zimna Szczelina III.

## Szlaki turystyczne
– obok skały przebiega zielony szlak z Kir dnem Doliny Kościeliskiej do schroniska na Hali Ornak.
- Czas przejścia z Kir do miejsca poniżej Sowy: 50 min w obie strony
- Czas przejścia z tego miejsca do schroniska: 50 min, ↓ 45 min

 – poniżej Sowy w Dolinie Kościeliskiej znajduje się koniec czarnego jednokierunkowego szlaku z okolic Pośredniej Kościeliskiej Bramy przez Jaskinię Mroźną. Czas przejścia: 1:10 h